# قاي مأمون
قاي مأمون (بالفرنسية: Guy Bertrand Ngon Mamoun)‏ هو لاعب كرة قدم كاميروني في مركز الوسط، ولد في 4 نوفمبر 1983. لعب مع النادي العربي وتونير ياوندي ونادي الشباب ونادي تورنهاوت ونادي سينت ترويدن.

## وصلات خارجية
- قاي مأمون على موقع Soccerway.com (الإنجليزية)